# Sankt Nikolai im Sölktal
Sankt Nikolai im Sölktal is een plaats en voormalige gemeente in de Oostenrijkse deelstaat Stiermarken. Het is sinds 2015 een ortschaft van de gemeente Sölk, die deel uitmaakt van de expositur Gröbming binnen het district Liezen.
De gemeente Sankt Nikolai im Sölktal telde in 2014 496 inwoners. In 2015 ging ze bij een herindeling samen met Kleinsölk en Großsölk op in de nieuwe gemeente Sölk.
Aich · Gröbming · Haus · Michaelerberg-Pruggern · Mitterberg-Sankt Martin  · Öblarn · Ramsau am Dachstein · Schladming · Sölk